# Rue des Chanoines (Nancy)
La rue des Chanoines est une voie de la commune de Nancy, sise dans le département de Meurthe-et-Moselle, en région Lorraine.

## Situation et accès
La voie, d'une direction générale nord-sud, est comprise dans le périmètre de la Ville-neuve, et appartient administrativement au quartier Charles III - Centre Ville.
Elle débute au nord rue de la Primatiale, dans les environs de la Cathédrale, et se termine rue des Tiercelins, sans croiser d'autres voies. Les parcelles de la rue sont numérotées de 1 à 10, avec cinq parcelles de chaque côté.